# Finale della Coppa delle Coppe 1964-1965
La finale della 5ª edizione della Coppa delle Coppe UEFA è stata disputata il 19 maggio 1965 al Wembley Stadium di Londra tra West Ham Utd e Monaco 1860. All'incontro hanno assistito circa 98 000 spettatori. La partita, arbitrata dall'ungherese István Zsolt, ha visto la vittoria per 2-0 del club inglese.

## Il cammino verso la finale
Il West Ham Utd di Ron Greenwood esordì contro i belgi del Gent battendoli col risultato complessivo di 2-1. Agli ottavi di finale i cecoslovacchi dello Sparta Praga dopo aver perso al Boleyn Ground per 2-0, vinsero a Praga con un inutile 2-1. Ai quarti gli Hammers affrontarono gli svizzeri del Losanna, vincendo sia all'andata che al ritorno rispettivamente coi risultati di 2-1 e 4-3. In semifinale gli spagnoli del Real Saragozza furono battuti in Inghilterra 2-1, per poi impattare in Spagna per 1-1.
Il Monaco 1860 di Max Merkel iniziò il cammino europeo contro i lussemburghesi dell'Union Luxembourg battendoli agilmente sia all'andata che al ritorno coi risultati di 4-0 e 6-0. Agli ottavi i lusitani del Porto, che sostituivano il Benfica già campione di Portogallo, furono battuti con un risultato complessivo di 2-1. Ai quarti di finale i Löwen affrontarono i polacchi del Legia Varsavia, vincendo in trasferta 4-0 e pareggiando 0-0 in Germania Ovest. In semifinale gli italiani del Torino vinsero la gara d'andata 2-0 al Comunale, ma persero il retour match al Grünwalder per 3-1. Non essendo ancora stata introdotta la regola dei gol fuori casa, fu necessario uno spareggio a Zurigo che vide trionfare i bavaresi per 2-0.

## La partita
A Londra va in scena una bella finale tra il West Ham, squadra locale sostenuta dall'incessante tifo del pubblico, e il Monaco 1860, compagine tedesca che è giunta in finale mettendo a segno 21 reti. Tutto il primo tempo ha visto protagonisti i teutonici, che hanno attaccato costantemente, per poi cedere nella seconda frazione di gioco. Infatti nel secondo tempo viene fuori il West Ham, che prima coglie due legni, poi passa in vantaggio con Sealey al 70'. Dopo soli due minuti è ancora l'ala destra a raddoppiare e a sancire la vittoria del club inglese in Coppa delle Coppe.

## Tabellino
| Arbitro: | István Zsolt |

|                 |           |  |
| Sealey 70’, 72’ | Marcatori |  |

| West Ham | Monaco 1860 |

|               |    |               |  |
|               |    |               |  |
| P             | 1  | Jim Standen   |  |
| D             | 2  | Joe Kirkup    |  |
| D             | 3  | Jack Burkett  |  |
| C             | 4  | Martin Peters |  |
| D             | 5  | Ken Brown     |  |
| D             | 6  | Bobby Moore   |  |
| C             | 7  | Alan Sealey   |  |
| C             | 8  | Ron Boyce     |  |
| A             | 9  | Geoff Hurst   |  |
| A             | 10 | Brian Dear    |  |
| C             | 11 | John Sissons  |  |
| Allenatore:   |    |               |  |
| Ron Greenwood |    |               |  |

|             |   |                   |  |
|             |   |                   |  |
| P           | 1 | Petar Radenković  |  |
| D           |   | Manfred Wagner    |  |
| D           |   | Hans Reich        |  |
| D           |   | Wilfried Kohlars  |  |
| D           |   | Stevan Bena       |  |
| C           |   | Otto Luttrop      |  |
| C           |   | Alfred Heiß       |  |
| C           |   | Hans Küppers      |  |
| C           |   | Rudi Brunnenmeier |  |
| A           |   | Peter Grosser     |  |
| A           |   | Hans Rebele       |  |
| Allenatore: |   |                   |  |
| Max Merkel  |   |                   |  |